# Match des étoiles de la Ligue majeure de baseball 2022
Le match des étoiles de la Ligue majeure de baseball 2022 est la 92e édition de cette opposition entre les meilleurs joueurs de la Ligue américaine et de la Ligue nationale, les deux composantes de la Ligue majeure de baseball (MLB).

## Sélections
Parmi les sélections du match des étoiles 2022, José Altuve est sélectionné pour la huitième fois, Mike Trout pour la dixième. Shohei Ohtani est préféré à Yordan Álvarez lors du deuxième tour du vote des suiveurs de la ligue. Avec une cinquantaine de coups de circuit à eux deux, les joueurs des Yankees de New York Aaron Judge et Giancarlo Stanton sont sélectionnés. Il s'agit d'un retour dans son état natal pour Stanton, né en Californie.
Le commissaire de la ligue Rob Manfred sélectionné les vétérans célèbres Albert Pujols des Cardinals de Saint-Louis et Miguel Cabrera des Tigers de Détroit.
| Position         | Joueur                | Équipe    | Sélections |
| ---------------- | --------------------- | --------- | ---------- |
| Receveur         | Alejandro Kirk        | Blue Jays | 1          |
| 1re base         | Vladimir Guerrero Jr. | Blue Jays | 2          |
| 2e base          | José Altuve           | Astros    | 8          |
| 3e base          | Rafael Devers         | Red Sox   | 2          |
| Arrêt court      | Tim Anderson          | White Sox | 2          |
| Champ extérieur  | Aaron Judge           | Yankees   | 4          |
| Champ extérieur  | Giancarlo Stanton     | Yankees   | 5          |
| Champ extérieur  | Mike Trout            | Angels    | 10         |
| Frappeur désigné | Shohei Ohtani         | Angels    | 2          |

| Position | Joueur            | Équipe    | Sélections |
| -------- | ----------------- | --------- | ---------- |
| Lanceur  | Paul Blackburn    | Athletics | 1          |
| Lanceur  | Emmanuel Clase    | Guardians | 1          |
| Lanceur  | Gerrit Cole       | Yankees   | 5          |
| Lanceur  | Nestor Cortés Jr. | Yankees   | 1          |
| Lanceur  | Liam Hendriks     | White Sox | 3          |
| Lanceur  | Clay Holmes       | Yankees   | 1          |
| Lanceur  | Jorge López       | Orioles   | 1          |
| Lanceur  | Alek Manoah       | Blue Jays | 3          |
| Lanceur  | Shane McClanahan  | Rays      | 1          |
| Lanceur  | Shohei Ohtani     | Angels    | 2          |
| Lanceur  | Martín Pérez      | Rangers   | 1          |
| Lanceur  | Jordan Romano     | Blue Jays | 1          |
| Lanceur  | Gregory Soto      | Tigers    | 2          |
| Lanceur  | Framber Valdez    | Astros    | 1          |
| Lanceur  | Justin Verlander  | Astros    | 9          |

## Résumé du match
Dans la première manche, l'équipe de la ligue nationale marque deux points par Mookie Betts, joueur des Dodgers, et un coup de circuit de Paul Goldschmidt des Cardinals de Saint-Louis
Dans la quatrième manche, la ligue américaine passe devant au score après un coup sûr de Tony Gonsolin, les coups de circuit consécutifs de Giancarlo Stanton et Byron Buxton donnent l’avantage 3 à 2 à l’équipe de la ligue américaine.